# Ottensoos
Ottensoos település Németországban, azon belül Bajorországban. Lakosainak száma 2000 fő (2023. december 31.).

## Népesség
A település népessége az elmúlt években az alábbi módon változott:
| Lakosok száma | 713  | 1298 | 1562 | 1661 | 2051 | 2028 | 2062 | 2047 | 2025 | 2000 |
|               | 1875 | 1950 | 1975 | 1987 | 2012 | 2014 | 2016 | 2017 | 2021 | 2023 |